# The Ellen DeGeneres Show

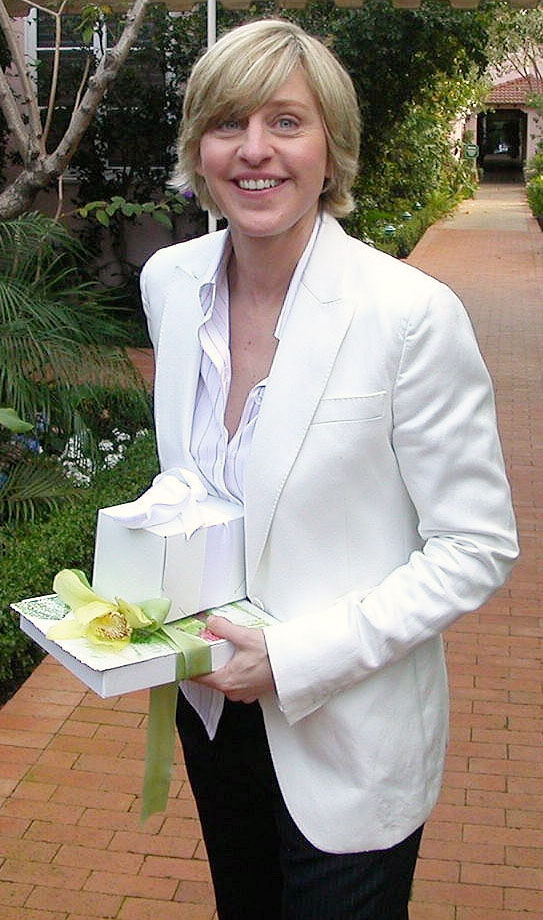
Ellen DeGeneres vào 2004

The Ellen DeGeneres Show, hay còn được gọi tắt là Ellen, là một chương trình phỏng vấn Mỹ của diễn viên hài kiêm diễn viên điện ảnh Ellen DeGeneres. Chương trình phát sóng lần đầu tiên vào ngày 8 tháng 9 năm 2003, được sản xuất bởi hãng Telepictures và phát sóng băng thông rộng, gồm những trạm phát sóng thuộc sở hữu của NBC Universal. Trong năm mùa đầu tiên, chương trình đã được quay trong Phòng quay số 11 ở NBC Studios tại Burbank, California. Chương trình sau đó đã được di chuyển đến Sân khấu số 1 gần Warner Bros.. Kể từ mùa thứ 6, Ellen đã được phát sóng ở độ phân giải cao.
Năm 2021, chương trình đã thắng tổng cộng 61 giải Daytime Emmy Awards. Vào ngày 21 tháng 5 năm 2019, DeGeneres đã thông báo rằng bà đã kí thêm ba năm nữa, đổi mới chương trình thông qua 2022. Mùa 18 đã công chiếu vào ngày 21 tháng 9 năm 2020. Vào ngày 12 tháng 5 năm 2021, DeGeneres đã thông báo rằng mùa 19 là mùa cuối cùng. Nó đã công chiếu vào ngày 13 tháng 9 năm 2021.
Tập cuối đã phát sóng vào ngày 26 tháng 5 năm 2022, trước đó đã thông báo rằng nó sẽ phát sóng vào ngày 17 tháng 3 năm 2022. Chương trình sau sẽ là The Jennifer Hudson Show có sự tham gia của Jennifer Hudson, dự kiến sẽ ra mắt vào mùa thu 2022.